# غاز شاهنشاه

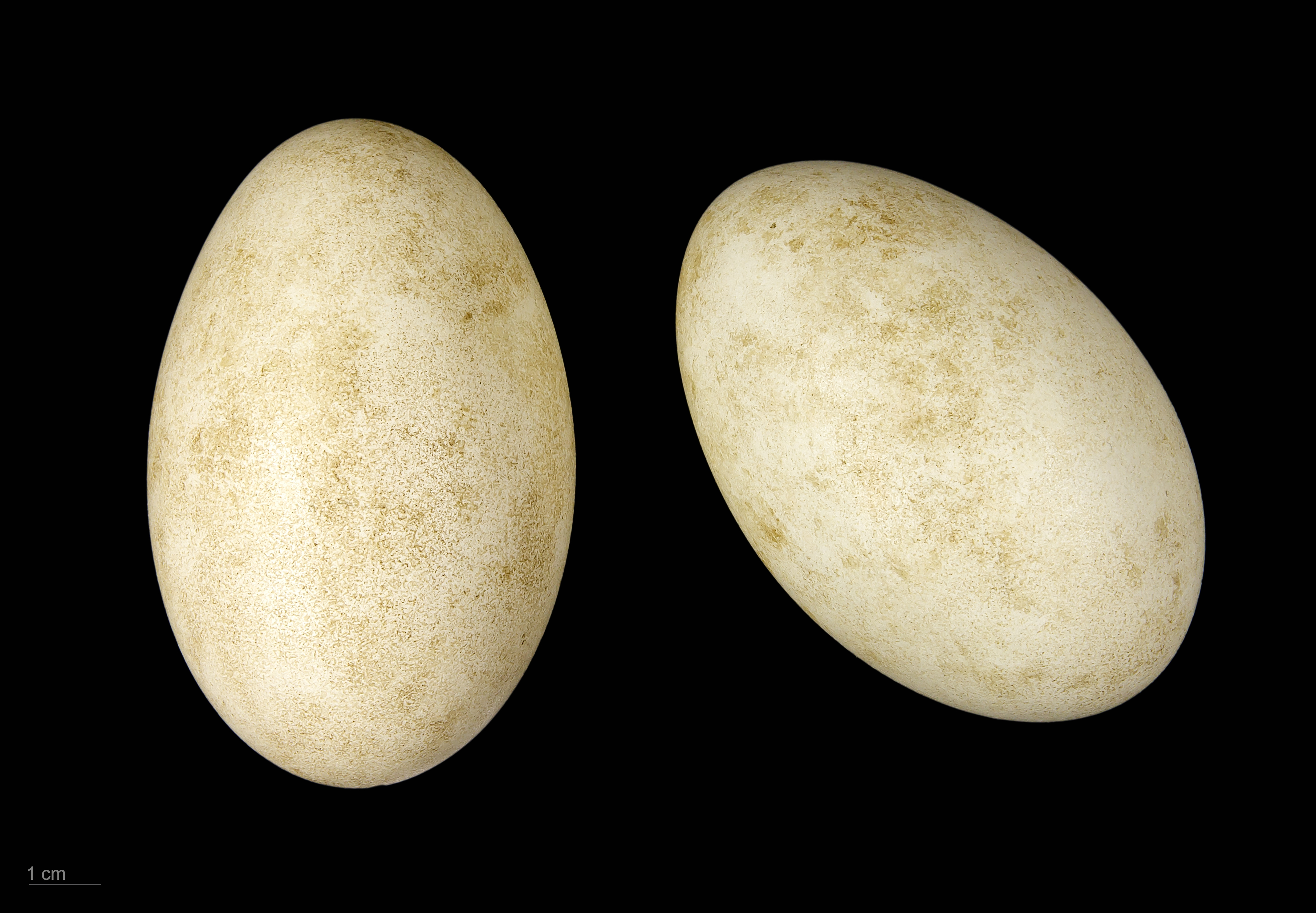
Anser canagicus

غاز شاهنشاه (نام علمی: Anser canagicus) نام یک گونه از سرده غاز کبود است.